# Генріх-Юліан Ґай
Генріх-Юліан Ґай (пол. Henryk Julian Gaj; нар. 10 січня 1875 — пом. 3 жовтня 1936) — польський архітектор. Працював у Варшаві, кілька проєктів виконав для Києва та Мінська. Розробляв стильові форми модерну.

## Життєпис
Народився 10 січня 1875 року у Варшаві, в Російській імперії.
1898 року закінчив Петербурзький інститут цивільних інженерів і отримав звання інженера. 
1902 року здобув друге місце на конкурсі проєктів одноповерхового житлового будинку у «свойському стилі» (конкурс варшавського Мистецького товариства).
У 1906 році розробив проєкт будинку торговельної школи в Кельцях. Цього ж року взяв участь у конкурсному проєкті віадука, який мав поєднувати Алеї єрусалимські з мостом на Віслі у Варшаві. Здобув третє місце.
Член Кола архітекторів у Варшаві. На початку грудня 1908 року у складі делегації Кола брав участь у Першому з'їзді делегатів польських архітектурних кіл у Кракові.
У 1910 році розробив проєкт дому Товариства взаємного кредитування у Влоцлавку. Створив його для конкурсу, на якому здобув відзнаку.
Збудував у Варшаві ряд споруд: будинок іпотечного відділу окружного суду на вулиці Капуцинській № 6; школу Мазовецьких на 360 учнів на вулиці Кленовій № 16 (збудована до 1912 року під наглядом автора); бібліотеку Красинських на вулиці Окольнік № 9/9а (співавтор — Юліуш Нагурський); міську школу на розі вулиць Доброї (№ 41) і Древньої (№ 6/8); торгівельну залу на площі Казимира Великого; Державну школу залізничників на вулиці Хмільній № 88.
Проектував костели в Мінську та Києві.
За проектом Ґая (він отримав 1-у премію на конкурсі) у 1910-1912 роках у Києві, під керівництвом архітектора Михайла Бобрусова, у формах модерну спорудили Бессарабський критий ринок із торгівельною залою, перекритою арками. (Скульптори Тетяна Руденко та Олександр Теремець).
У 1912 році збудував у Варшаві пологовий будинок.
У 1914 році здобув третє місце на конкурсі проєктів школи імені Сташиця у Варшаві.
У 1931 році розробив проєкт «клубно-житлового» будинку для працівників магістрату у Варшаві, призначений для закритого конкурсу. Не здобув призових місць.
Помер 3 жовтня 1936 року у Варшаві, у Польській Республіці.

## Галерея

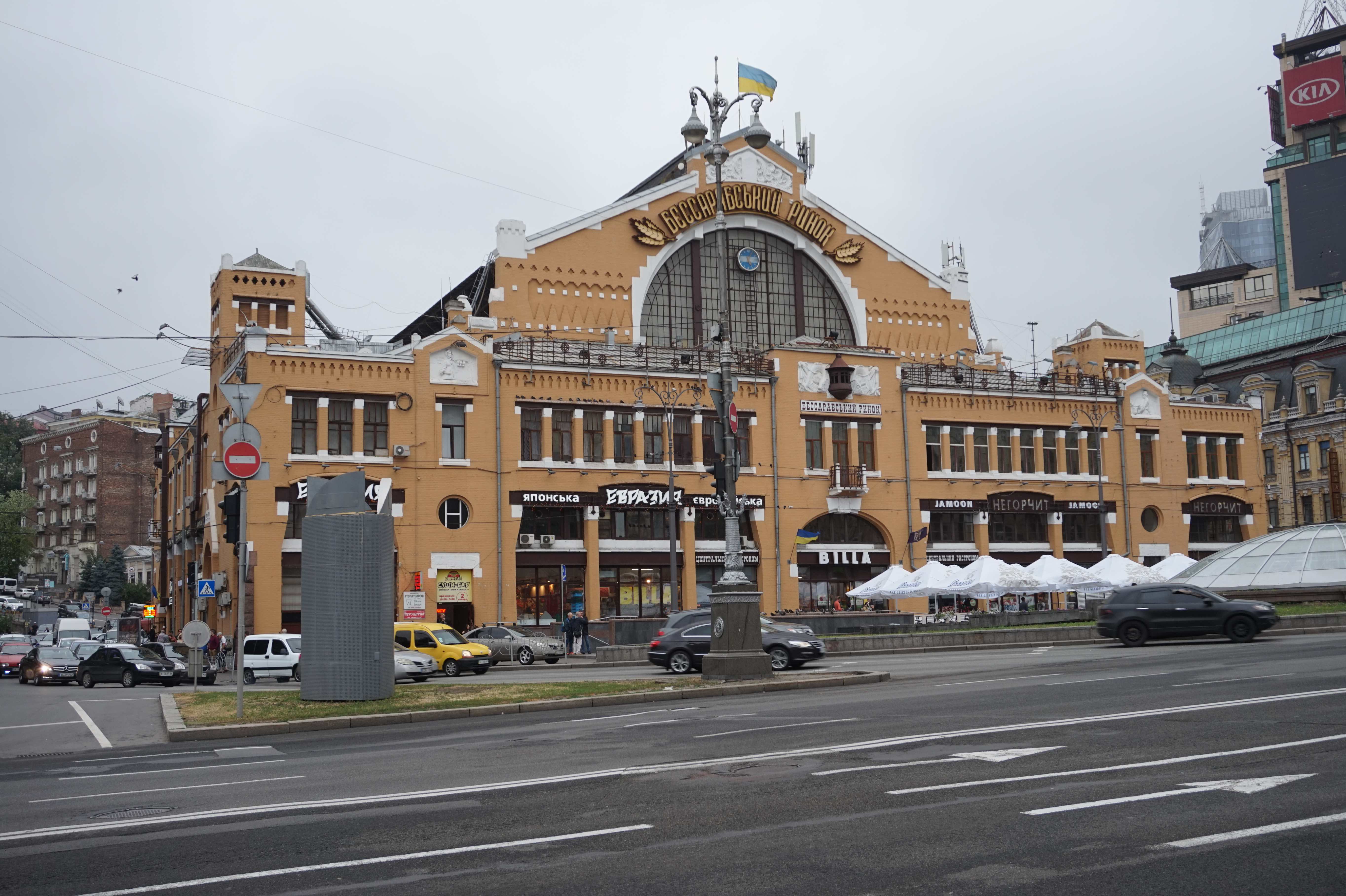
Критий ринок у Києві, 1910.
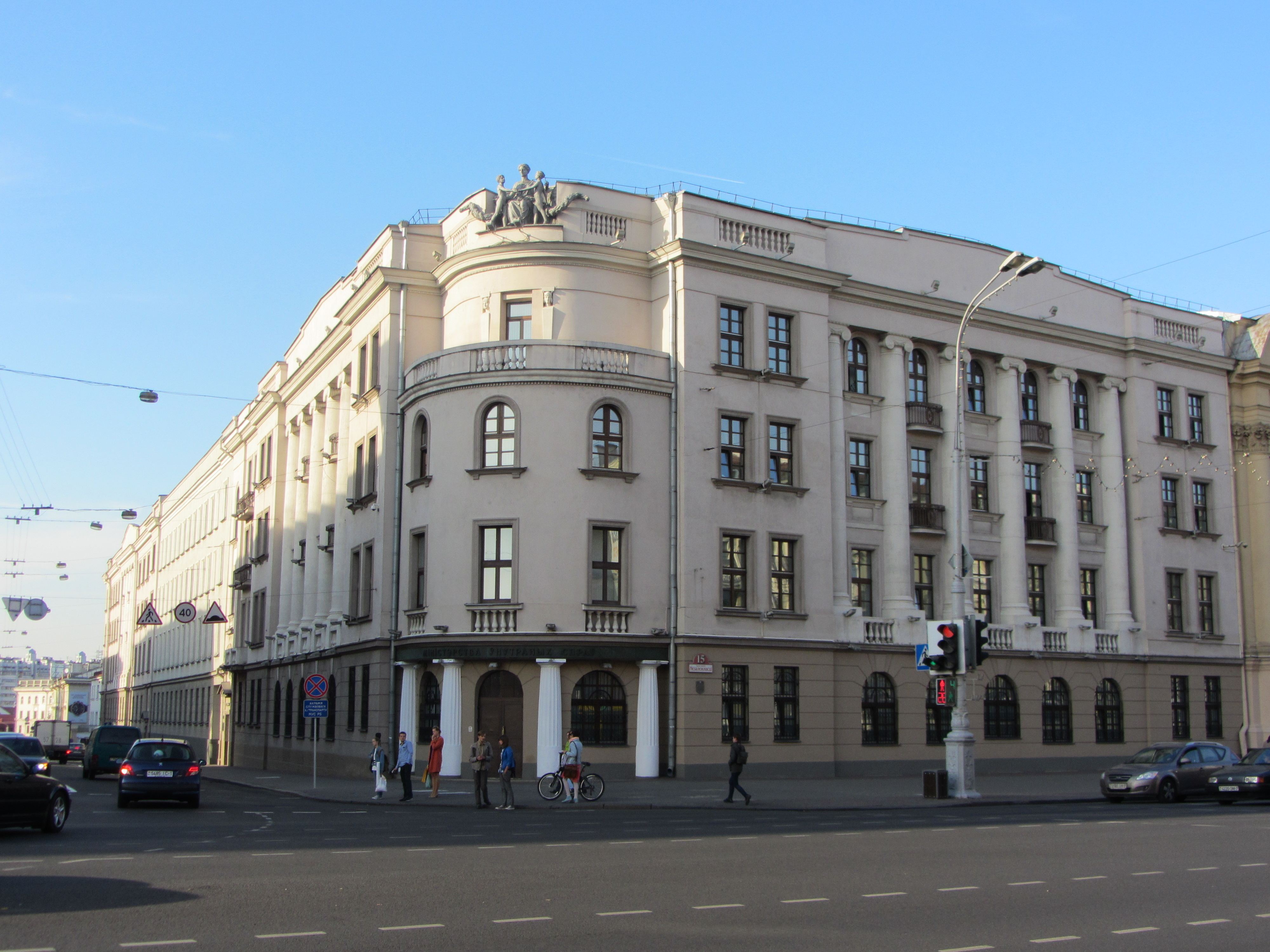
Будинок Товариства забезпечення землеробів у Мінську.